# イワン・イリイチェフ

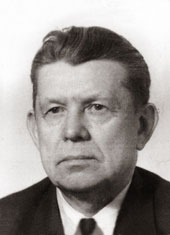
イワン・イリイチェフ

イワン・イワノヴィチ・イリイチェフ（Иван Иванович Ильичев, 1905年8月14日 - 1983年9月2日）は、ソ連の外交官、軍人。政治将校で、第二次世界大戦中は国防人民委員部情報総局（後のGRU）を率いた。中将。

## 経歴
カルーガ郡ナヴォロキ村出身。1924年～1929年、カルーガとスモレンスク州のコムソモールの仕事。1925年、全連邦共産党（ボリシェヴィキ党）入党。
1929年から政治職員として赤軍に入る。1938年、軍事政治アカデミー卒業。1938年5月から労農赤軍情報局政治課長。1942年8月～1945年7月、国防人民委員部情報総局長。
1948年、外務省の仕事に移る。1949年～1952年、駐独ソビエト監督委員会副政治顧問。1952年～1953年、ドイツ民主共和国駐在。1953年、最高委員、1956年から駐墺大使。1956年、外務省スカンジナビア諸国課主任、1956年～1966年、第3欧州課主任。1966年～1968年、駐デンマーク大使。1968年、外務省に戻り、1975年に引退。